# Parque Mirador Independencia
El Parque Mirador Independencia es un parque recreativo y cultural construido a finales de 1970 a la orilla de la Barranca de Huentitán con el objetivo de brindar espacios recreativos, de esparcimiento, deportivos y culturales a la sociedad tapatía, el parque es también un mirador panorámico hacia la Barranca de Oblatos y es uno de los sitios de interés turístico más concurridos por los visitantes extranjeros así como por investigadores de organizaciones internacionales ambientales.
Se encuentra ubicado al oriente de la Zona Metropolitana de Guadalajara y es donde la Calzada Independencia desemboca para convertirse en mirador.
Este parque cuenta con áreas verdes, áreas de juegos infantiles, facilidades para días de campo, canchas de fútbol, básquetbol, frontón y tenis, así como áreas de restaurantes con mirador, estacionamineto y un teatro al aire libre, el parque tiene una superficie de más de siete hectáreas. Es un sitio frecuentado por gran cantidad de deportistas aficionados a la caminata de montaña, donde se observa el cauce del Río Santiago y su afluente el río Verde. Cuenta con una serie de miradores desde los que es posible admirar la Barranca de Huentitán el Bajo. 
Alrededor de este parque fueron construidos varios recintos que le ayudaron a activar en mayor número el interés turístico y local, entre estos destacan el Zoológico Guadalajara, el parque recreativo Selva Mágica y el Centro Universitario de Arte Arquitectura y diseño de la Universidad de Guadalajara, en años próximos como parte de la estrategia Guadalajara 2020 de renovación y megadesarrollo urbano el parque modificará su estructura para albergar el futuro Museo Guggenheim Guadalajara y no lejos del área el megaproyecto de inversión extranjera Puerta Guadalajara.
El Ayuntamiento de Guadalajara y Zapopan organizan recorridos guiados hacia la barranca, este es el principal de los tres miradores esparcidos en puntos de interés de la Barranca de Huentitán; el Parque Mirador Oblatos se encuentra del lado oriente del cañón y el Mirador Dr. Atl en la parte poniente en este último se puede observar la caída del agua llamada "Cola de Caballo" de 150 metros, cuenta con tres miradores construidos al borde de la Barranca del Río Grande de Santiago, este parque cuenta con estacionamiento y un pequeño restaurante.